# Libuše Foretová
Libuše Foretová (* 27. června 1926) byla česká a československá politička Komunistické strany Československa a poslankyně Sněmovny národů Federálního shromáždění za normalizace.

## Biografie
K roku 1971 se profesně uvádí jako dělnice z Velkých Opatovic.
Ve volbách roku 1971 zasedla do české části Sněmovny národů (volební obvod č. 50 - Blansko, Jihomoravský kraj). Ve FS setrvala do konce funkčního období, tedy do voleb roku 1976.